# Kostel svatého Bartoloměje (Boharyně)
Kostel svatého Bartoloměje je římskokatolický filiální, dříve farní kostel v Boharyni, patřící do farnosti Nechanice. Je dominantou obce.

## Historie
Původní kostel je doložen roku 1384. Současný kostel dal po třicetileté válce postavit roku 1650 rytíř Jan Asterle. Roku 1783 byl přestavěn pozdně barokním slohu. Při další pseudoslohové přestavbě roku 1865 získal dnešní strohou podobu.

## Bohoslužby
Bohoslužby se konají v sobotu od 15.00 třetí týden v měsíci.

## Galerie

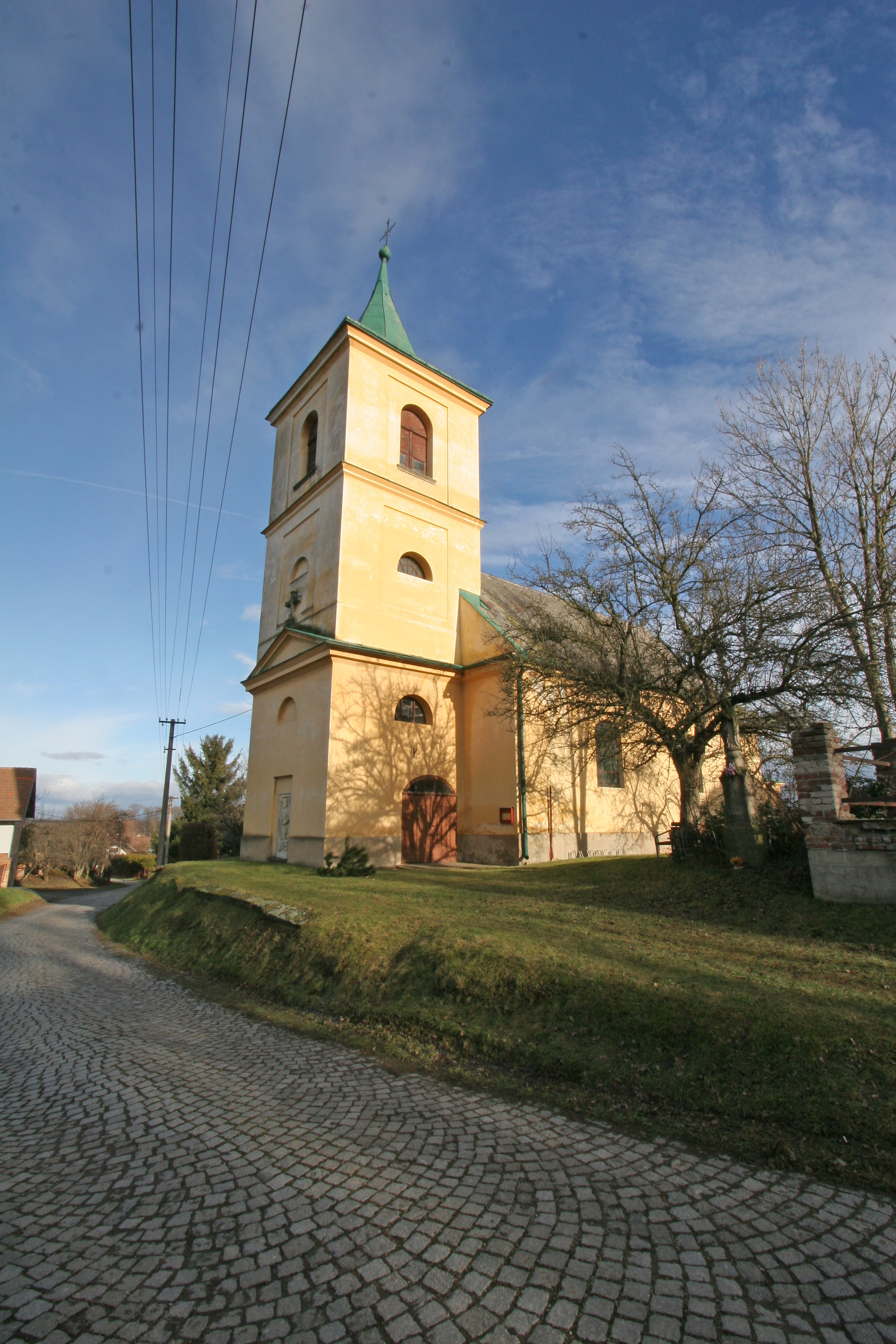
Kostel od jihu
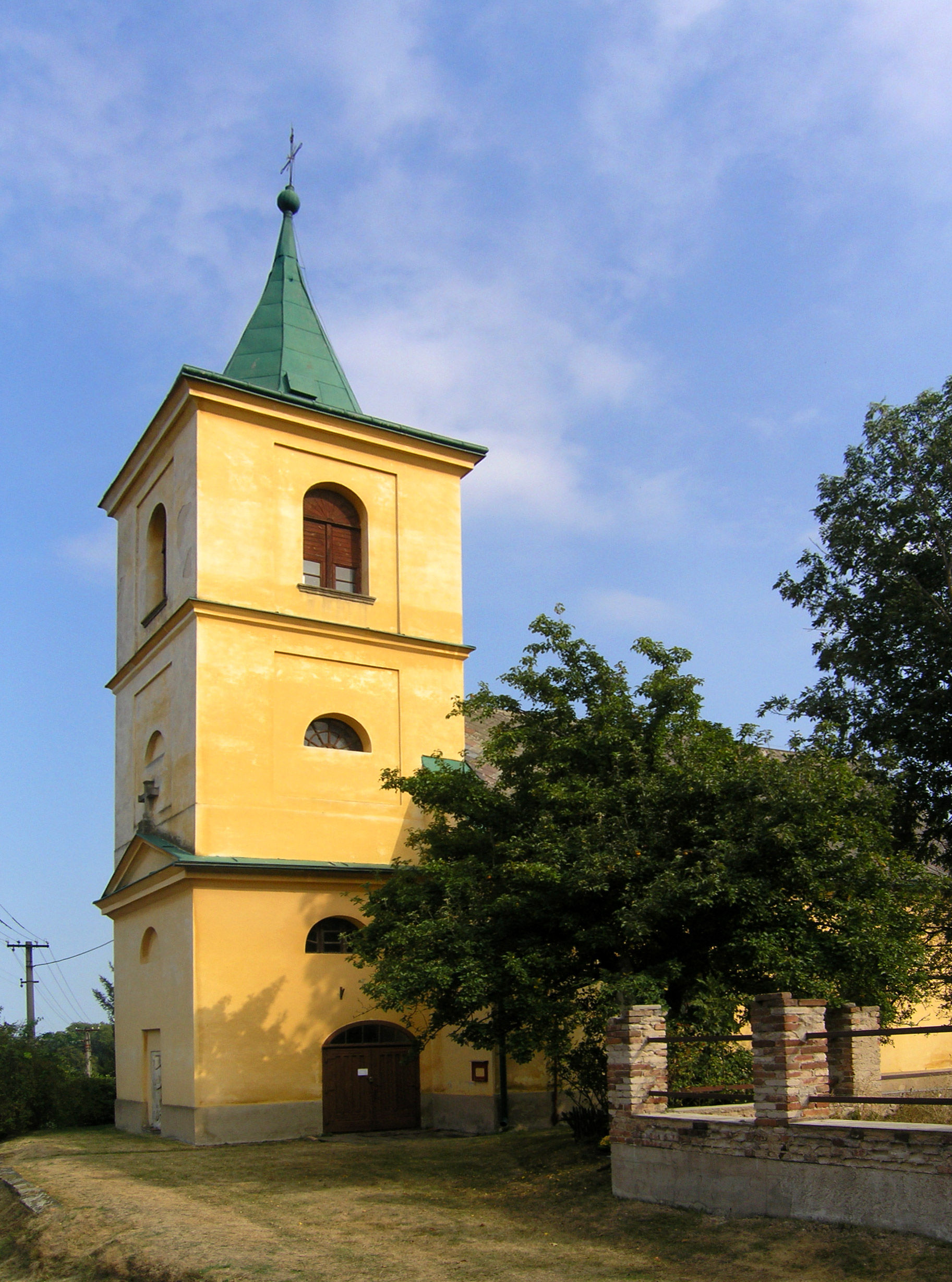
Kostel od jihu
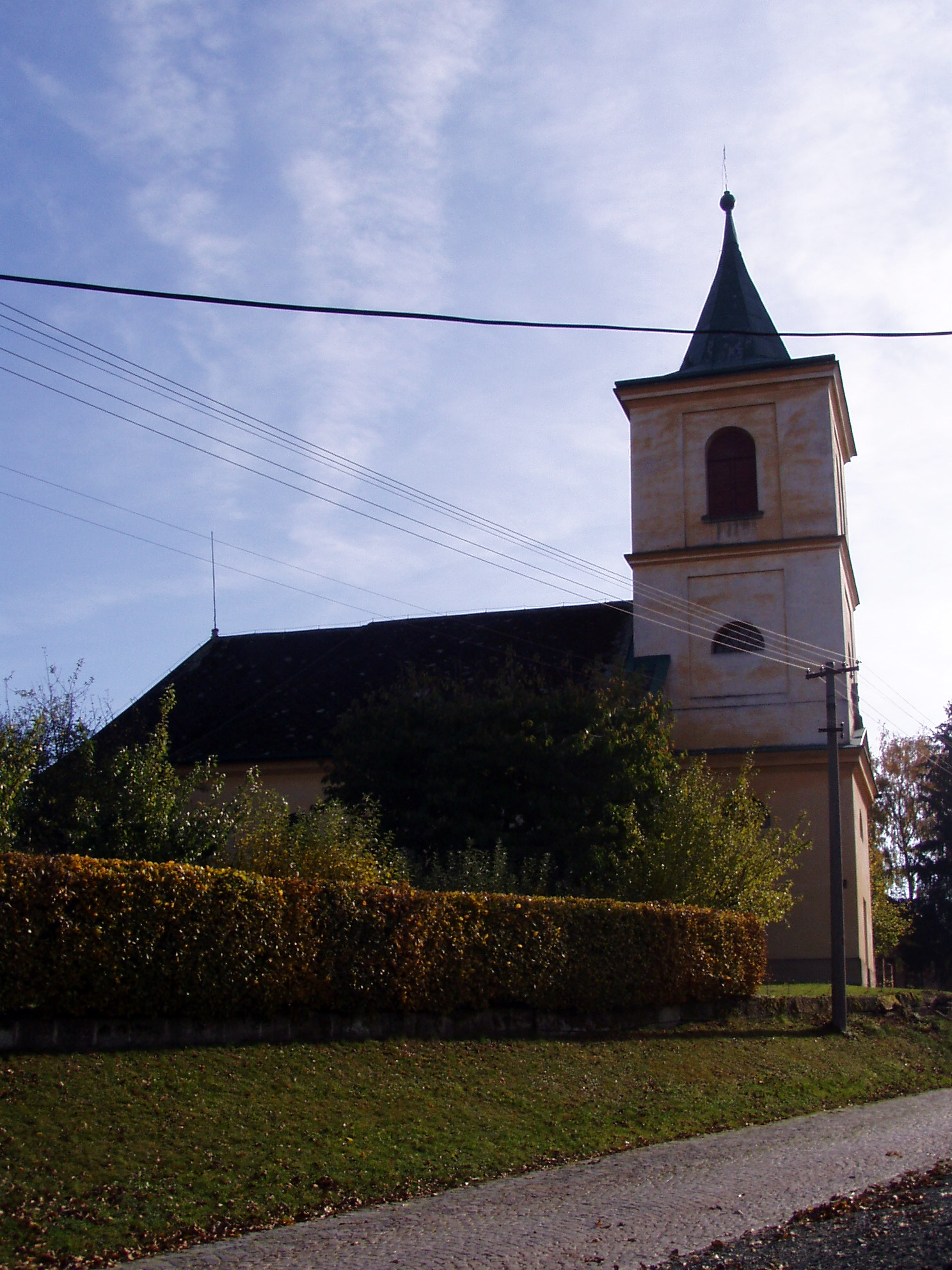
Kostel od severu
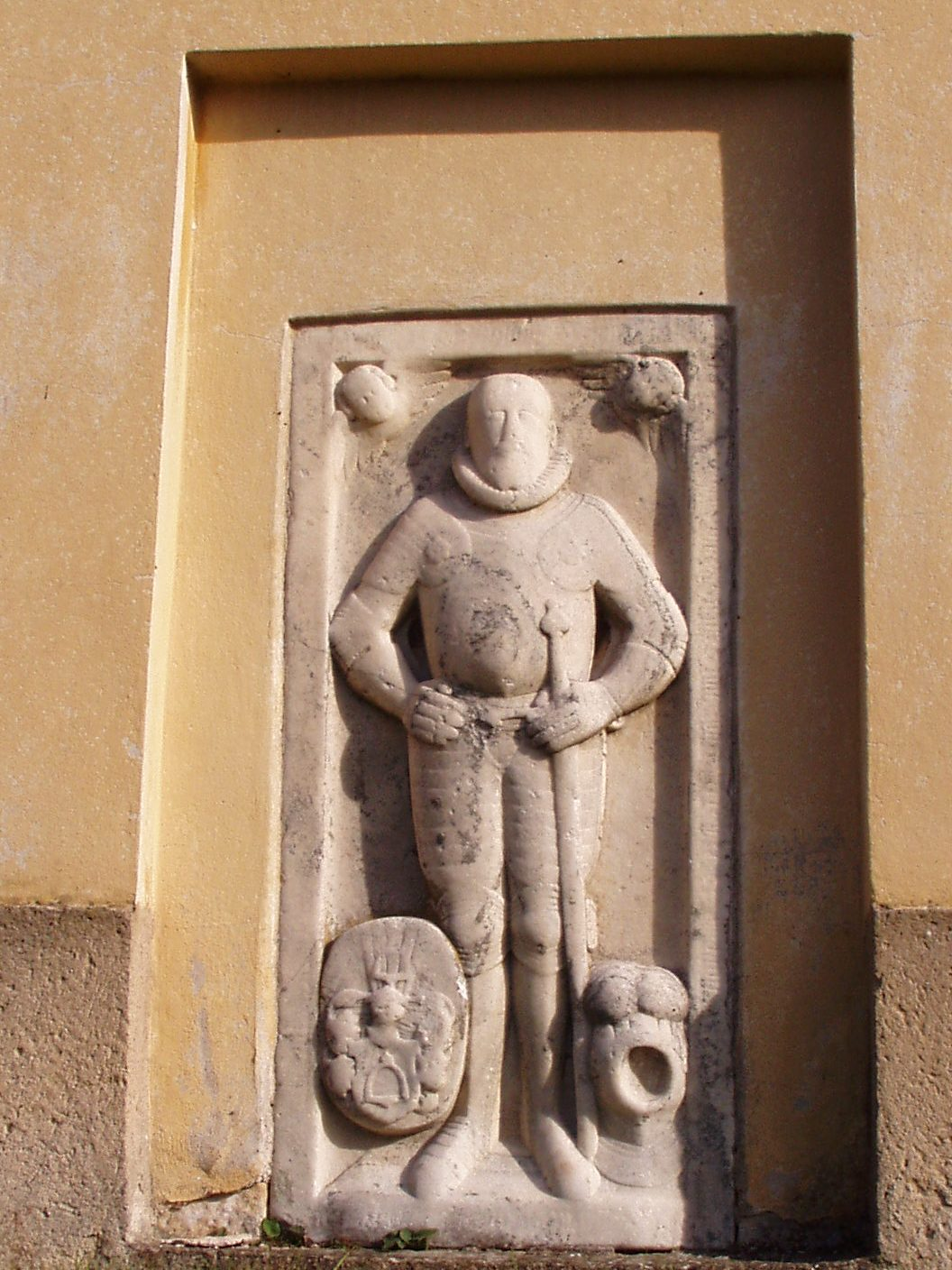
Náhrobník ve věži na Z straně